# Galerida macrorhyncha
Galerida macrorhyncha (лат.) — вид воробьиных птиц из семейства жаворонковых (Alaudidae). Выделяют два подвида.

## Этимология
Видовое название является производным от древнегреческого makros (длинный) и rhynchos (клюв), что связано с характерным размером клюва.

## Систематика
Долгое время считалось, что G. macrorhyncha является подвидом хохлатого жаворонка, но значительные морфологические и генетические различия свидетельствовали об изменении североафриканских особей в результате адаптации к пустынному климату. Среди отличающихся признаков выявили более вытянутый клюв и осветленное оперение по сравнению с G. cristata.
В 2009 году вид G. macrorhyncha получил статус отдельного вида.

## Распространение
Обитает на северо-западе Африки в Марокко, Алжире и Западной Сахаре.